# بوراتا
بُرَّاتة هي جبن إيطالي تصنع من حليب البقر (أحياناً من حليب الجاموس)، المُتْسَرِلّة والقشدة.